# Beatrice Greig
Beatrice Greig (sinh năm 1869) là một nhà văn, biên tập viên và nhà hoạt động nhân quyền người Trinidad trong giai đoạn từ năm 1900 đến năm 1940. Bà là một trong những tiếng nói ảnh hưởng nhất đối với sự bình đẳng về dân sự, kinh tế và chính trị của phụ nữ trong khung thời gian này. Bà là một trong những phụ nữ đầu tiên ứng cử trong một cuộc bầu cử ở Trinidad.

## Tiểu sử
Greig sinh năm 1869 tại St. John's, Newfoundland, Canada. Bà cùng với cha mẹ người Scotland truyền giáo của mình chuyển đến Trinidad ở tuổi mười sáu và sau đó học ở Ấn Độ, tiếp xúc với ý tưởng về Triết học và công trình của Katherine Mayo về sự khuất phục của phụ nữ Ấn Độ. Trở về Trinidad vào năm 1891, bà kết hôn với William Greigvà chuyển vào sống tại Cedros Estate của ông. Góa chồng từ khi còn trẻ, bà đã chuyển sang làm các công việc về chủ nghĩa tích cực và hoạt động xã hội.
Greig thành lập Trinidad Union of Girls Clubs và các chi nhánh được tổ chức trên khắp hòn đảo. Bà cũng làm việc với Công đoàn của Giáo viên và Đảng Lao động Trinidad. Bắt đầu vào cuối những năm 1920, bà bắt đầu đóng góp cho East Indian Weekly, trở thành một nhà hoạt động phát biểu thay mặt cho phụ nữ Ấn Độ-Trinidad về các vấn đề như giáo dục trẻ em gái và tảo hôn.. Bà cũng là cố vấn cho Pandit Āyodhyā Prasād khi ông viếng thăm hòn đảo này và thành lập Arya Samaj tại Trinidad và Tobago.